# Lothar Bisky
Lothar Bisky (ur. 17 sierpnia 1941 w Zollbrücku, zm. 13 sierpnia 2013 w Lipsku) – niemiecki polityk, działacz komunistyczny, w latach 2007–2010 współprzewodniczący Die Linke, a wcześniej przewodniczący Die Linkspartei. Od 2009 do śmierci poseł do Parlamentu Europejskiego, w latach 2009–2012 przewodniczący grupy GUE/NGL. Był ojcem malarza Norberta Bisky’ego.

## Życiorys
Ukończył filozofię na Uniwersytecie Humboldtów w Berlinie, studiował też kulturoznawstwo na Uniwersytecie im. Karola Marksa w Lipsku. Na tej uczelni uzyskał stopień doktora (1969) i doktora habilitowanego (1975) w zakresie nauk filozoficznych.
Pracował jako nauczyciel akademicki. Był kierownikiem działu w Centralnym Instytucie Badań nad Młodzieżą w Lipsku i wykładowcą partyjnej Akademii Nauk Społecznych. Sprawował funkcję rektora Uniwersytetu Filmu i Telewizji im. Konrada Wolfa (Babelsberg) od 1986 do 1990. W 1991 został jednym z dyrektorów regionalnego kanału telewizyjnego ORB.
W 1963 przystąpił do Niemieckiej Socjalistycznej Partii Jedności. W latach 1989–1991 należał do kierownictwa tej partii (używającej nazwy SED-PDS, potem PDS). W latach 1991–1993 był przewodniczącym PDS w kraju związkowym Brandenburgia. Od 1993 aż do rezygnacji w 2000 kierował PDS. Został ponownie wybrany na przewodniczącego w 2003, a w 2007 na współprzewodniczącego Die Linke (funkcję tę pełnił do 2010).
W 1990 był członkiem Izby Ludowej (demokratycznie wybranego parlamentu NRD). Od 1990 do 2005 zasiadał w landtagu Brandenburgii (od 2004 jako jego wiceprzewodniczący), następnie przez cztery lata sprawował mandat posła do Bundestagu.
W wyborach w 2009 uzyskał mandat posła do Parlamentu Europejskiego VII kadencji. Został przewodniczącym grupy Zjednoczonej Lewicy Europejskiej i Nordyckiej Zielonej Lewicy (ustąpił w 2012 na rzecz Gabriele Zimmer), a także wiceprzewodniczącym Komisji Kultury i Edukacji.